# Asundi, Bellary
Asundi là một làng thuộc tehsil Bellary, huyện Bellary, bang Karnataka, Ấn Độ.